# A Finer Dawn
A Finer Dawn utkom den 31 maj 2007 och är ett debutalbum av den svenska sångerskan Sarah Dawn Finer. Det placerade sig som högst på andra plats på den svenska albumlistan. På låten "Stockholm by Morning" medverkar även Peter Jöback, som var med och skrev den.

## Låtlista
1. Come on
2. A Way Back to Love
3. You Were Meant for Me
4. I Remember Love
5. Out of the Darkness
6. Some Kind of Peace
7. I'll Be Ok
8. Wanna Try
9. It Feels so Good
10. Stockholm by Morning
11. Stay
12. Home

## Listplaceringar
| Lista (2007) | Topplacering |
| ------------ | ------------ |
| Sverige      | 2            |